# 8-я армия (Великобритания)
8-я армия (англ. Eighth Army) — британская полевая армия, одно из наиболее известных вооружённых формирований Великобритании во время Второй мировой войны, прославившееся в боях в Северной Африке и Италии. В 8-й армии проходили службу бойцы не только из Великобритании, но и из британских колоний (Австралия, Индия, Канада, Новая Зеландия, Родезия, Южная Африка), а также из оккупированных немцами стран (Франция, Греция, Польша). В частности, в состав 8-й армии входили 5-й британский, 10-й британский, 13-й британский, 30-й британский, 1-й канадский и 2-й польский корпуса.

## Организация
8-я британская армия была собрана из армии «Нил» в сентябре 1941 года, а её возглавил генерал-лейтенант Британской армии сэр Алан Каниннгем. Номер 8 был взят по той причине, что все 7 полевых армий Французской армии уже влились в Британские экспедиционные силы. На момент образования в 8-й армии были:
- 30-й британский корпус генерал-лейтенанта Уиллоби Норри и 13-й британский корпус генерал-лейтенанта Альфреда Рида Годвина-Остина. В 30-й корпус входили
  - 7-я бронетанковая дивизия генерал-майора Уильяма Готта,
  - 1-я южноафриканская пехотная дивизия[англ.] генерал-майора Джорджа Бринка[англ.] и
  - 22-я гвардейская бригада[англ.].
- 13-й корпус входили
  - 4-я индийская пехотная дивизия[англ.] генерал-майора Фрэнка Мессерви,
  - 2-я новозеландская дивизия[англ.] генерал-майора Бернарда Фрейберга и
  - 1-я армейская танковая бригада[англ.].

В состав 8-й британской армии также входили гарнизон Тобрука (70-я британская пехотная дивизия) под командованием генерал-майора Рональда Скоби и Польская отдельная карпатская стрелковая бригада. В резерве 8-й армии были 2-я южноафриканская пехотная дивизия, а всего в распоряжении армии было 7 дивизий. Численность на момент второго сражения при Эль-Аламейне достигала 220 тысяч человек при 10 дивизиях и нескольких отдельных бригадах.

## Боевой путь

### Северная Африка

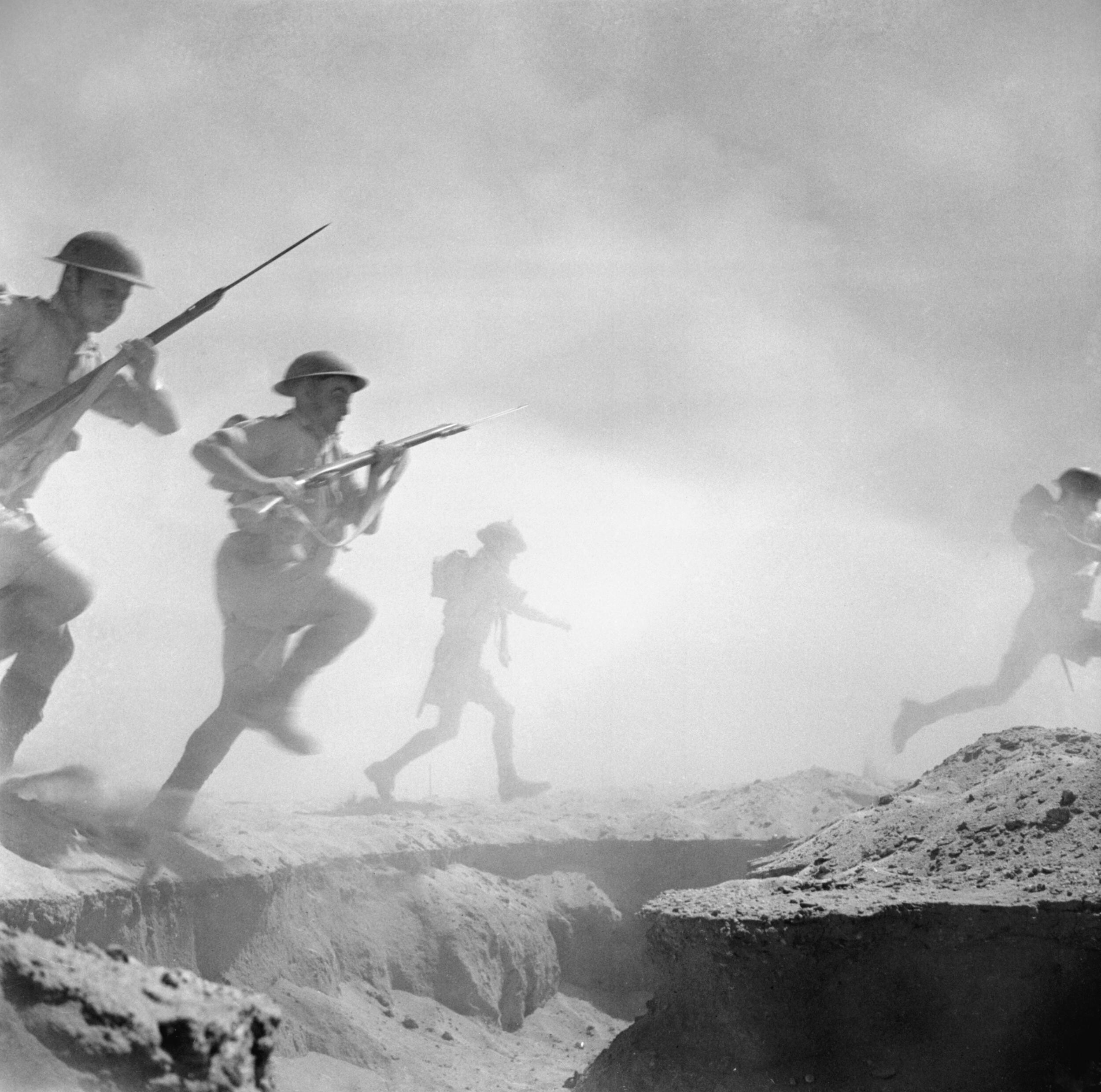
Пехота в боях за Эль-Аламейн

8-я армия начала своей боевой путь во время операции «Крусейдер», целью которой являлся прорыв осады Тобрука. 17 ноября 1941 операция началась, и 8-я армия перешла границу британского Египта и итальянской Ливии, направив свой удар на танковую армию «Африка» фельдмаршала Эрвина Роммеля.
26 ноября главнокомандующий союзными силами Среднего Востока генерал сэр Клод Окинлек сменил генерала Алана Каннингема, командовавшего 8-й армией, на генерал-майора Нила Ричи по причине серьёзных разногласий с Каннингемом. Несмотря на множество достигнутых тактических успехов, Роммель вынужден был оставить Тобрук и к концу 1941 года отступил к Эль-Агейле. В феврале 1942 года Роммель перегруппировал свои силы для того, чтобы отбросить к линии Газала (к западу от Тобрука) британскую 8-ю армию. Несмотря на то, что обе стороны не вступали довольно долгое время в сражение, готовя силы, Роммель атаковал первым.
Ричи не сумел задержать Роммеля, поэтому его снял с поста Окинлек и лично взял на себя командование 8-й армией. Остановить танковую армию «Африка» удалось в первой битве при Эль-Аламейне. Окинлек, который ожидал паузы для возможности перегруппировки войск, потративших слишком много сил на борьбу против Роммеля, находился под серьёзным давлением со стороны Уинстона Черчилля, призывавшего немедленно нанести контрудар. Развить успех Окинлек не сумел, и его в августе 1942 года сменил на посту главнокомандующего силами Среднего Востока генерал Харольд Александер, а на посту командующего 8-й армией — генерал-лейтенант Уильям Готт. Однако Готт разбился в авиакатастрофе на пути к штабу 8-й армии, и командование принял генерал-лейтенант Бернард Монтгомери. Александер и Монтгомери, несмотря на давление со стороны Черчилля, сумели пополнить силы армии, введя в её состав 10-й корпус к уже имеющимся 13-му и 30-му.
В начале ноября 1942 года 8-я армия нанесла поражение Роммелю во второй битве при Эль-Аламейне, после чего бросилась преследовать немцев на территории Ливии и добралась до оборонительной линии «Марет» в феврале 1943 года на тунисской границе, после чего перешла под управление командования 18-й группы армий. 8-я армия обошла с флангов линию «Марет» в марте 1943 года, и после совместных сражений с 1-й армией, сражавшейся в Тунисе с ноября 1942 года, в мае 1943 года немецкие войска капитулировали.

### Италия

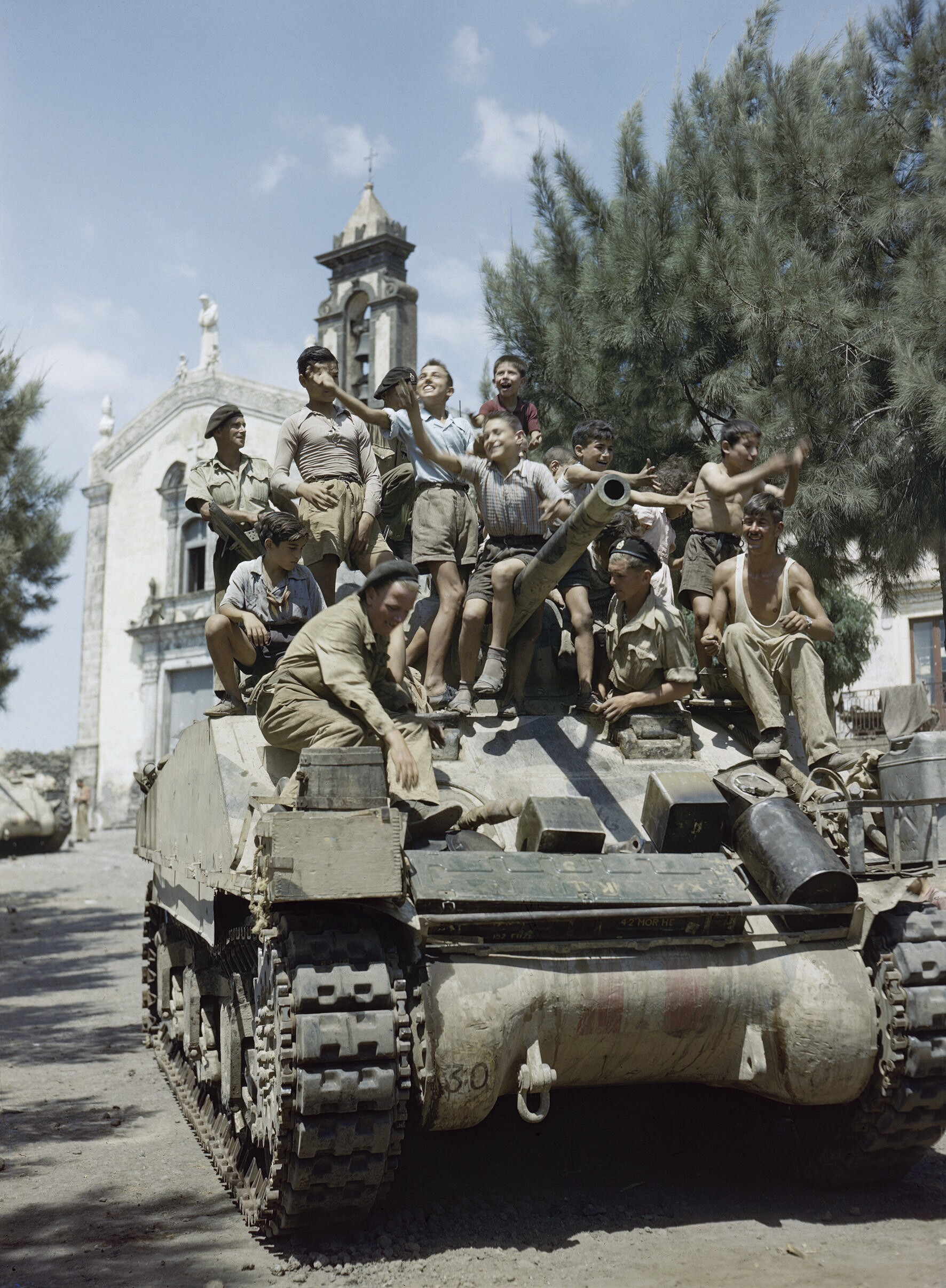
Итальянские дети на танке «Шерман», принадлежащем 8-й британской армии, 4-й танковой бригаде

8-я армия участвовала в Итальянской кампании, которая началась с высадки на Сицилию под кодовым названием «Хаски». После того, как союзники высадились на Апеннинском полуострове, части 8-й армии сразу же заняли всю Калабрию в ходе операции «Бэйтаун» и Таранто в ходе операции «Слэпстик». Соединившись с силами 5-й армии под командованием Марка Кларка, которая высадилась под Салерно к югу от Неаполя, 8-я армия направилась на север, находясь на восточном фланге союзных сил. Вместе 8-я британская и 5-я американская составили 15-ю группу армий под командованием генерала Харольда Александера.

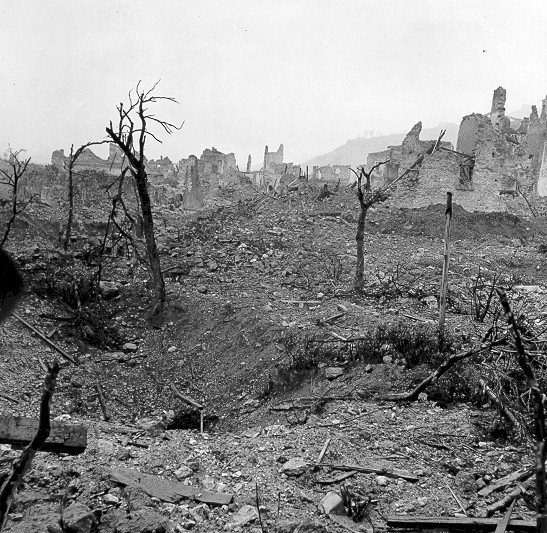
Последствия битвы под Монте-Кассино

В конце 1943 года генерал Бернард Монтгомери был вызван в Великобританию для начала подготовки к операции «Оверлорд». Командование 8-й армией принял на себя генерал лейтенант Оливер Лиз, ранее командовавший 30-м армейским корпусом Британской армии. Корпус вернулся в Англию. 5-я американская армия в начале 1944 года предприняла три безуспешные попытки прорвать немецкую оборонительную линию, известную как линия «Густав» или Зимняя линия. 8-я британская армия покинула побережье Адриатики в апреле 1944 года и собрала все свои силы (за исключением 5-го корпуса) на западном склоне Апеннинских гор вместе с 5-й американской армией, готовяcь к решительному наступлению. Завязавшаяся битва под Монте-Кассино закончилась прорывом британских войск в центральную Италию, а в начале июня 5-я американская армия вошла в Рим.
После захвата Рима 8-я армия продолжила двигаться по центральной Италии к северу в направлении Флоренции. К концу лета союзные войска уткнулись в так называемую Готскую линию. 8-я армия отошла к побережью Адриатического моря и попыталась прорвать линию обороны, но даже её стараниями союзные войска не достигли долины реки По до наступления зимы. В октябре генерал Лиз был переведён в Командование Юго-Восточной Азии, а генерал-лейтенант сэр Ричард Маккрири занял пост командующего 8-й армией (ранее он руководил 10-м армейским корпусом).
Весной 1945 года началась Северо-Итальянская операция, в которой была задействована и 8-я британская армия, помогавшая 5-й армии США под командованием генерала Люциана Траскотта на левом фланге. 8-я армия отрезала от внешнего мира в апреле и уничтожила огромную часть группы армий «C», которая защищала Болонью. Вскоре британцы двинулись на северо-восток Италии к территории Австрии, но там столкнулись с неприятностями, не поделив зоны контроля над итальянской территорией с югославскими партизанскими войсками. Югославы собирались занять полностью область Фриули — Венеция-Джулия и не собирались позволять британцам устанавливать свою военную и гражданскую администрацию, даже не позволяя отправить припасы британцам. Однако югославы оказали британцам большую помощь в плане взятия Триеста: 2 мая 1945 2-я новозеландская дивизия из состава 8-й армии и 9-й словенский армейский корпус НОАЮ вступили в Триест.
8-я британская армия за время сражений в Италии с 3 сентября 1943 по 2 мая 1945 потеряла 123 254 человека убитыми. После окончания войны и капитуляции Германии 8-я британская армия была преобразована в Британские вооружённые силы в Австрии, контролируя свою зону оккупации Австрии. Часть истории пребывания британских войск в Австрии описывает фильм «Третий человек», в котором Тревор Ховард исполнил роль майора Кэллоуэя, офицера Королевского бронетанкового корпуса 8-й армии.

## Ветераны
Встречи ветеранов в послевоенные годы проводились ежегодно в Альберт-холле. В конце 1970-х была сформирована Национальная ассоциация ветеранов 8-й армии, насчитывавшая до 35 отделений (особенно много их было на северо-западе страны). Встречи проводились в Зимних садах Ливерпуля. В 2002 году Национальную ассоциацию расформировали, правопреемником её стало Манчестерское отделение, которое стало называться «Ветераны 8-й армии, город Манчестер» (англ. Eighth Army Veterans, City of Manchester). Встречи состоящих в нём ветеранов проводятся ежегодно, издаётся также газета «The Manchester Veteran».

## Командующие
- 9 сентября — 26 ноября 1941: генерал-лейтенант Алан Каннингем
- 26 ноября 1941 — 25 июня 1942: генерал-лейтенант Нил Ричи
- 25 июня — 13 августа 1942: генерал Клод Окинлек
- 13 августа 1942 — 29 декабря 1943: генерал Бернард Монтгомери
- 29 декабря 1943 — 1 октября 1944: генерал-лейтенант Оливер Лиз[англ.]
- 1 октября 1944 — июль 1945: генерал-лейтенант Ричард Маккрири[англ.]